# Bridge Apartments
 (avril 2022).
La mise en forme du texte ne suit pas les recommandations de Wikipédia : il faut le « wikifier ».
Les points d'amélioration suivants sont les cas les plus fréquents. Le détail des points à revoir est peut-être précisé sur la page de discussion.
- Les titres sont pré-formatés par le logiciel. Ils ne sont ni en capitales, ni en gras.
- Le texte ne doit pas être écrit en capitales (les noms de famille non plus), ni en gras, ni en italique, ni en « petit »…
- Le gras n'est utilisé que pour surligner le titre de l'article dans l'introduction, une seule fois.
- L'italique est rarement utilisé : mots en langue étrangère, titres d'œuvres, noms de bateaux, etc.
- Les citations ne sont pas en italique mais en corps de texte normal. Elles sont entourées par des guillemets français : « et ».
- Les listes à puces sont à éviter, des paragraphes rédigés étant largement préférés. Les tableaux sont à réserver à la présentation de données structurées (résultats, etc.).
- Les appels de note de bas de page (petits chiffres en exposant, introduits par l'outil «  Source ») sont à placer entre la fin de phrase et le point final[comme ça].
- Les liens internes (vers d'autres articles de Wikipédia) sont à choisir avec parcimonie. Créez des liens vers des articles approfondissant le sujet. Les termes génériques sans rapport avec le sujet sont à éviter, ainsi que les répétitions de liens vers un même terme.
- Les liens externes sont à placer uniquement dans une section « Liens externes », à la fin de l'article. Ces liens sont à choisir avec parcimonie suivant les règles définies. Si un lien sert de source à l'article, son insertion dans le texte est à faire par les notes de bas de page.
- La présentation des références doit suivre les conventions bibliographiques. Il est recommandé d'utiliser les modèles {{Ouvrage}}, {{Chapitre}}, {{Article}}, {{Lien web}} et/ou {{Bibliographie}}. Le mode d'édition visuel peut mettre en forme automatiquement les références.
- Insérer une infobox (cadre d'informations à droite) n'est pas obligatoire pour parachever la mise en page.

Pour une aide détaillée, merci de consulter Aide:Wikification.
Si vous pensez que ces points ont été résolus, vous pouvez retirer ce bandeau et améliorer la mise en forme d'un autre article.
Pour les articles homonymes, voir Bridge (homonymie).

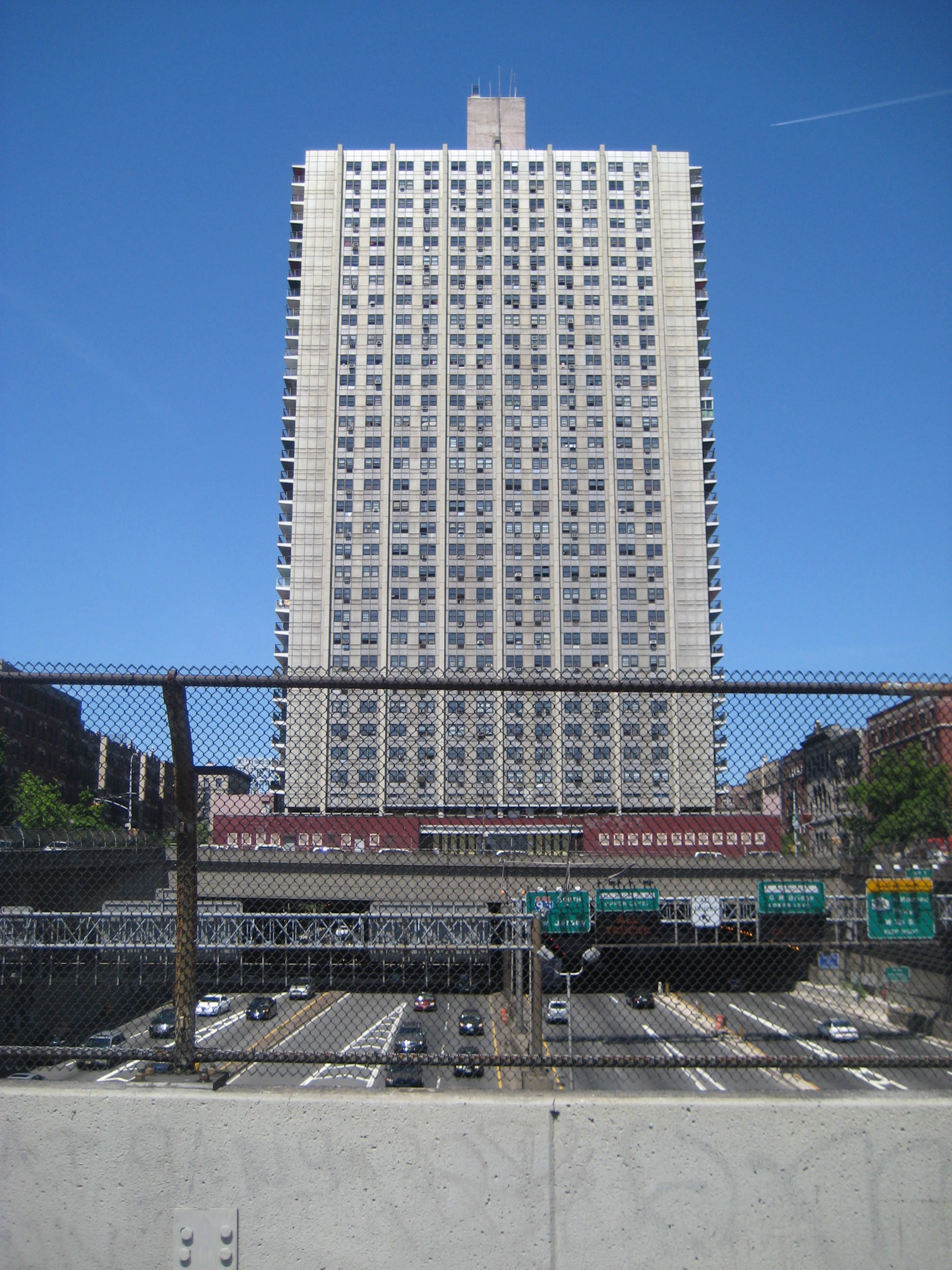
Les Bridge Apartments et l'autoroute qui passe en dessous.

Les Bridge Apartments sont quatre grands immeubles d'habitation de situés dans le quartier Washington Heights de Manhattan, à New York. Construits entre 1961 et 1964, ils sont connus pour avoir été construits directement au-dessus de l'autoroute Trans-Manhattan, près du pont George Washington à l'aide de plateforme en béton. Cette proximité avec l'autoroute a amené les résidents à se plaindre du bruit de la circulation et de la pollution de l'air. Les quatre bâtiments, ayant chacun 32 étages, abritent environ 4 000 personnes au total.

## Description
Le deuxième étage a une buanderie et des salles communautaires; l'étage le plus bas des résidences est le troisième. Les systèmes d'eau et de chauffage des bâtiments sont situés sous le rez-de-chaussée.
Les bâtiments se trouvent entre les 178th et 179th Streets sur Audubon Avenue, St. Nicholas Avenue et Wadsworth Avenue, dans le quartier de Washington Heights dans le quartier new-yorkais de Manhattan. Les espaces entre les bâtiments au-dessus de l'autoroute ont été laissés ouverts pour la ventilation, car il aurait été extrêmement coûteux de sceller complètement l'autoroute et de la ventiler par des conduits allant jusqu'aux toits des bâtiments.

## Histoire
Les droits aériens de l'autoroute Trans-Manhattan ont été transférés de l'autorité portuaire de New York et du New Jersey (qui gère le pont George Washington ) à la ville en 1960. Les droits ont été achetés à la ville par la Kratter Corporation pour 1 million de dollars. La construction des bâtiments a commencé le 20 décembre 1961. Conçus par le cabinet d'architectes Brown & Guenther, ils ont été parmi les premiers gratte-ciel gainés d'aluminium au monde. Au moment de la construction, le coût total était estimé à plus de 19 millions de dollars, et plus de 17 millions ont été financés par un prêt fait par l'État de New York.Le conduit d'aération à l'époque a été considéré comme novateur,.
Les gratte-ciels ont ouvert leurs portes en 1964 et leurs 960 appartements à revenu moyen ont été rapidement remplis. Peu de temps après l'ouverture, les habitants se sont plaints de la pollution de l'air par les 150 000 véhicules qui passaient chaque jour sous les bâtiments. En 1967, le sénateur Robert F. Kennedy a visité les appartements pour parler avec les résidents du problème de pollution. Kennedy a proposé de construire une "barrière anti-vapeur" sur la chaussée. Une étude de 1973 commandée par l'Environmental Protection Agency a révélé que le niveau de monoxyde de carbone prélevé dépassait les directives fédérales et a recommandé de sceller les niveaux inférieurs du bâtiment pour empêcher le gaz dangereux de s'introduire dans les bâtiments. En 1972, 300 locataires ont déclenché une grève des loyers pour protester contre une augmentation prévue du loyer annuel et les locataires n'ont pas vraiment eu gain de cause. En 1987, les bâtiments ont été achetés par un groupe d'investisseurs immobiliers dirigé par Mendel Schwimmer et David Batricer.
En 2004, les appartements abritaient 4 000 personnes, dont la majorité appartenait à la classe ouvrière. Les résidents ont continué à se plaindre de la pollution de l'air et du bruit. Ils seraient aujourd'hui en mauvais état.